# Hopkinsville (Kentucky)

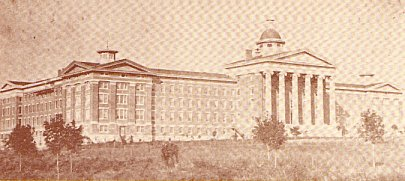
Hopkinsville

Hopkinsville Christian megye székhelye Kentucky államban. Lakosainak száma a 2000. évi felmérések szerint 30 089 fő volt, amely 2008-ra 32 076 főre emelkedett.
A  mai Hopkinsville területén 1796-ban Bartholomew és Martha Ann Wood telepedtek le,  akik a tennessee-i Jonesborough-ból jöttek. A Wood család állandó települést hozott létre, amely ma a West Seventh és a Bethel Street területére tehető. A Wood család 5 km² területre tartott igényt, mivel részt vettek a függetlenségi háborúban. A Wood család települése más telepeseket is vonzott, s hamarosan faluvá alakult. Felépítették a bíróságot, a börtönt, és  árvaházat építettek a főutcán. 1799-ben Wood idősebbik lánya tiszteletére a település az Elizabeth nevet kapta, de ilyen nevű város már volt Hardin megyében, így 1804-ben átkeresztelték a várost Hopkinsville-re, Samuel Hopkins tábornok tiszteletére.